# Östgöta Enskilda Bank

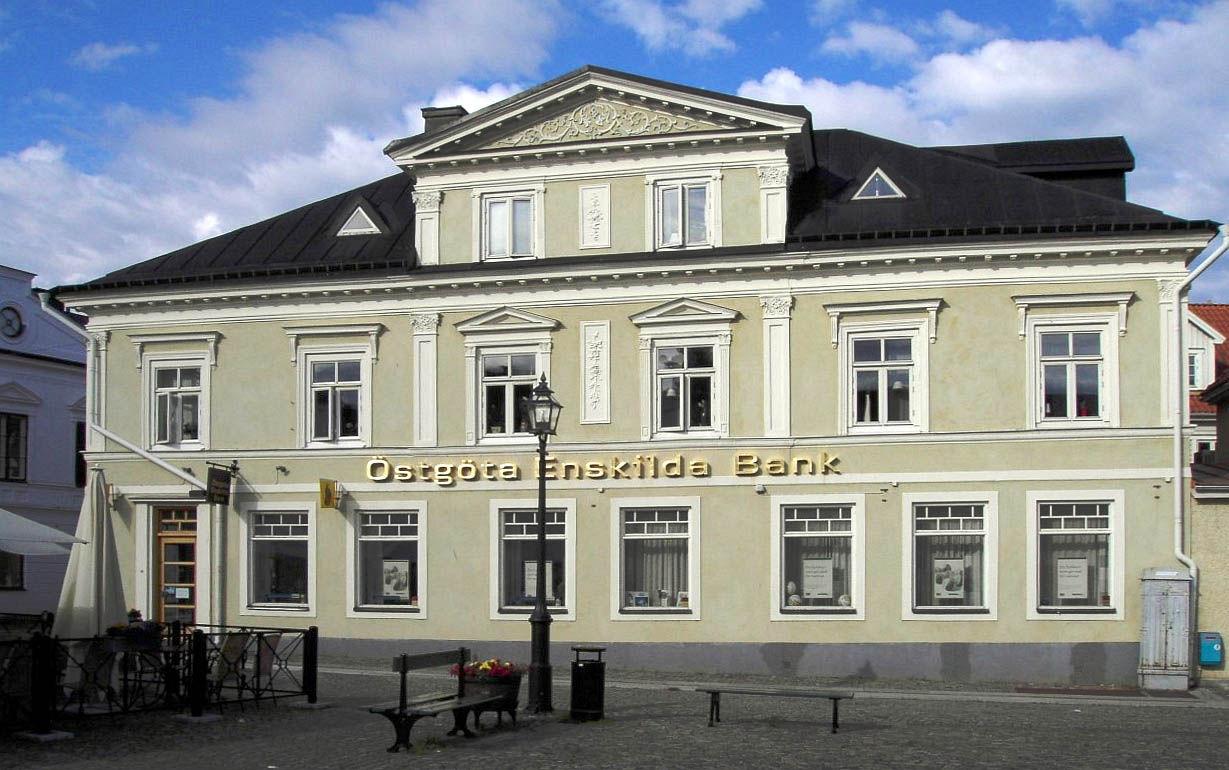
Filiale in Vadstena

Östgöta Enskilda Bank ist eine schwedische Bank und wurde in Linköping 1837 als Öst-Götha-Bank gegründet.
Einer der ersten Unterstützer war der 1833–1861 amtierende Bischof zu Linköping und Karlstad (1830–1836), Johan Jacob Hedrén, der später auch Bankdirektor wurde. Durch den Aufschwung in der Landwirtschaft Östergötlands hatte die Bank eine starke Stellung unter den Bauern Östergötlands. Neben Filialen in Östergötland hat die Bank heute auch Filialen im Großraum Stockholms län.
Seit 1997 gehört die ÖEB zur größten dänischen Bank Danske Bank und wird als eine Provinzbank betrieben.